# Takako Shimura
Takako Shimura (jap. 志村 貴子, Shimura Takako; geboren 23. Oktober 1973 in der Präfektur Kanagawa) ist eine japanische Mangaka.

## Karriere
Ihre erste Veröffentlichung war 1997 die Kurzgeschichte Boku wa, Onna no ko im Manga-Magazin Comic Beam. Im gleichen Magazin veröffentlichte sie ab 1997 auch ihre erste Serie Shikii no Jūnin.
Ihre beiden bekanntesten Serien Hōrō Musuko und Aoi Hana wurden jeweils auch als Anime-Fernsehserien umgesetzt und in unterschiedliche Sprachen übersetzt. Beide behandeln LGBT-Themen: Während Hōrō Musuko verschiedene Kinder in den Mittelpunkt stellt, die ihre Geschlechtsidentität hinterfragen und die teilweise im Laufe der Serie ihre Transgender-Identität finden, behandelt Aoi Hana eine lesbische Liebesgeschichte an einer Mädchenschule. Hōrō Musuko, in den USA von Fantagraphics als Wandering Son verlegt, wurde dafür von der American Library Association mit dem Preis Great Graphic Novels for Teens ausgezeichnet.
Ihre Mangas erscheinen in Magazinen für unterschiedliche Zielgruppen. Sie zeichnete im Laufe ihrer Karriere sowohl für Boys-Love-Magazine des Verlags Libre Shuppan (u. a. Reijin und Be × Boy) als auch das Josei-Magazin Kiss, das Shōnen-Magazin Jump SQ und das Seinen-Magazin Young King sowie einige andere.

## Werke
- Boku wa, Onna no Ko (ぼくは、おんなのこ), 1997
- Shikii no Jūnin (敷居の住人), 1997–2002
- Dōnika Naru Hibi (どうにかなる日々), 2002–2004
- Love Buzz (ラヴ・バズ, Ravu Bazu), 2002–2005
- Hōrō Musuko (放浪息子), 2002–2013
- Seikatsu Ijishō (生活維持省), 2003
- Aoi Hana (青い花), 2004–2013
- To Aru Hi (とあるひ), 2004–2005
- Route 225 (ルート225, Rūto 225), 2007–2008, nach Chiya Fujino
- Fushō no Musuko (不肖の息子), 2009
- Kawaii Akuma (かわいい悪魔), 2010
- Awajima Hyakkei (淡島百景), seit 2011
- Musume no Iede (娘の家出), seit 2012
- Okite Saisho ni Suru Koto wa (起きて最初にすることは), 2013
- Wagamama Chie-chan (わがままちえちゃん), 2014–2015
- Charakterdesign zu Aldnoah.Zero, 2014
- Koi Iji (こいいじ), seit 2014
- Battery, seit 2016, nach Atsuko Asano